# Plato miranda
Plato miranda är en spindelart som först beskrevs av Brignoli 1972.  Plato miranda ingår i släktet Plato och familjen strålspindlar.
Artens utbredningsområde är Venezuela. Inga underarter finns listade i Catalogue of Life.